# Karl Lang (Politiker, 1920)
Karl Lang (* 9. September 1920 in Brenntenberg, Tschechoslowakei; † 24. November 2017 in Bad Wörishofen) war ein deutscher Politiker (NPD).
Lang zog 1938 nach der Beendigung seiner Volks- und Berufsschulausbildung nach München, ehe er 1940 in die Wehrmacht eingezogen wurde. Am 12. Oktober 1939 hatte er die Aufnahme in die NSDAP beantragt und war zum 1. November desselben Jahres aufgenommen worden (Mitgliedsnummer 7.269.660). Er war im Zweiten Weltkrieg als Infanterist im Mittelabschnitt des Russland-Feldzuges tätig, bis er 1942 als Verwundeter heimkehrte. Nach seiner Wiedergenesung wurde er zum Afrika-Korps abgestellt, geriet 1943 in englische Kriegsgefangenschaft, wurde nach kurzer Zeit in amerikanische Hände übergeben und befand sich von 1943 bis 1946 in den Vereinigten Staaten in Kriegsgefangenschaft. Nach seiner Entlassung im Sommer 1946 kehrte er über Frankreich nach München zurück, wo er bei Siemens im Gebiet der Mess- und Regeltechnik als Technischer Inspektor im Außendienst arbeitete. Von 1966 bis 1970 gehörte er dem Bayerischen Landtag an.